# Jahnjatyn
Jahnjatyn (ukrainisch Ягнятин; russisch Jagnjatin) ist ein Dorf im Südosten der ukrainischen Oblast Schytomyr mit etwa 1200 Einwohnern (2004).

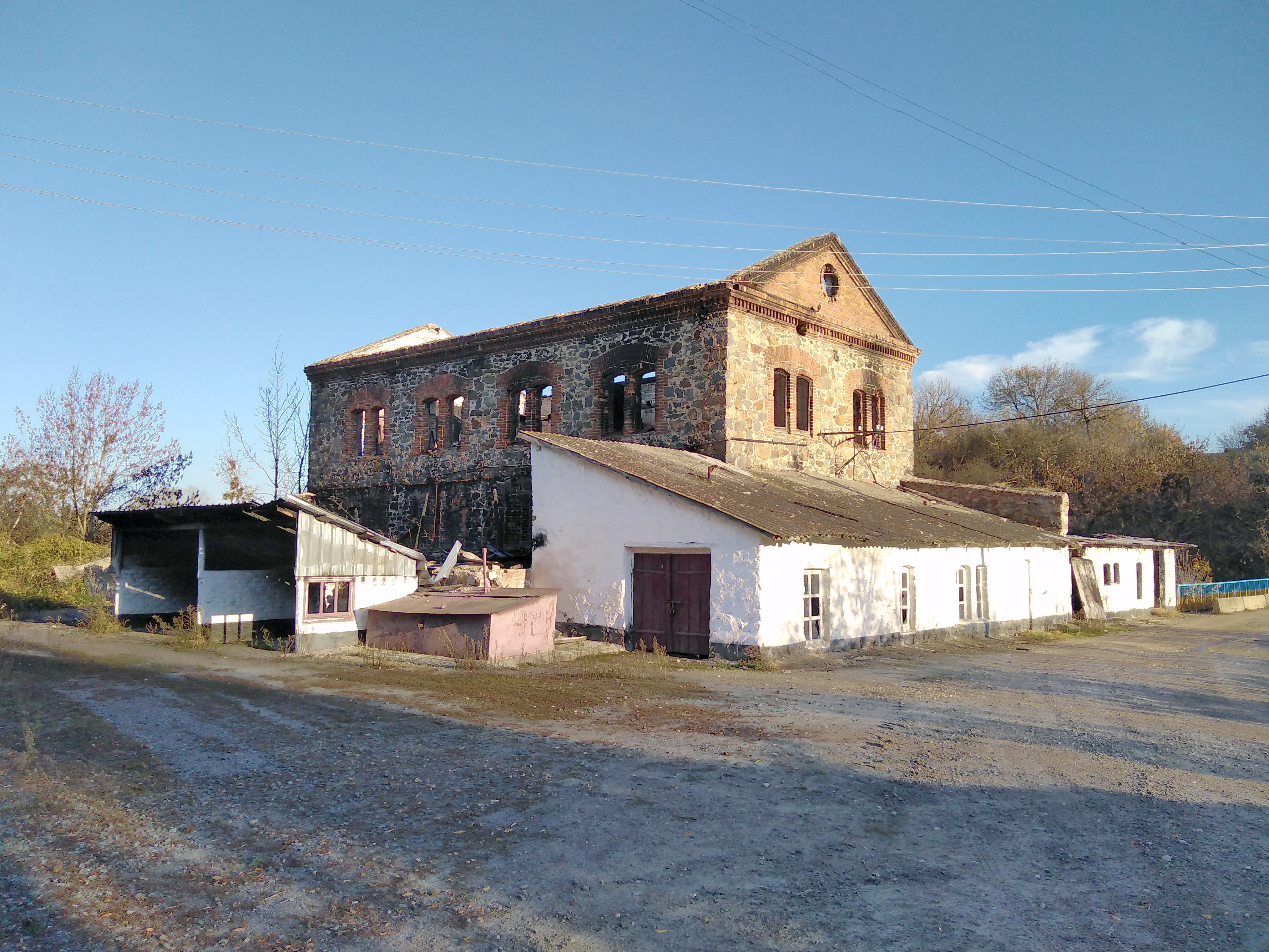
Ehemalige Wassermühle im Ort

Die 1611 erstmals erwähnte Ortschaft liegt am Ufer der Rostawyzja, einem 116 km langen, linken Nebenfluss des Ros.
Das ehemalige Rajonzentrum Ruschyn liegt 8 km südwestlich und das Oblastzentrum Schytomyr etwa 105 km nordwestlich vom Dorf.
Nahe der Ortschaft befindet sich eine archäologische Fundstätte der Tschernjachow-Kultur aus dem 2. bis 5. Jahrhundert.
Am 12. Juni 2020 wurde das Dorf ein Teil der neugegründeten Siedlungsgemeinde Ruschyn, bis dahin bildete es die gleichnamige Landratsgemeinde Jahnjatyn (Ягнятинська сільська рада/Jahnjatynska silska rada) im Südwesten des Rajons Ruschyn.
Seit dem 17. Juli 2020 ist sie ein Teil des Rajons Berdytschiw.